# وانگ بینگو
وانگ بینگو (انگلیسی: Wang Bingyu؛ زادهٔ ۷ اکتبر ۱۹۸۴) ورزشکار کرلینگ اهل چین است.